# Collégiale Saint-Jean-Baptiste et Saint-Jean-l'Évangéliste de Roquemaure
La collégiale Saint-Jean-Baptiste et Saint-Jean-l'Évangéliste de Roquemaure est une ancienne collégiale située à Roquemaure dans le département du Gard en France. Elle est inscrite au titre des monuments historiques en 1997.

## Historique
La collégiale a été édifiée de 1329 à 1335 sur décision du cardinal Bertrand du Pouget (ou Poujet)

## Intérieur
Dans cette église se trouve un exceptionnel orgue en provenance du couvent des cordeliers d'Avignon et construit en 1690 par les frères Barthélemy et Honoré Jullien. Cet orgue contient vraisemblablement l'ensemble le plus important de tuyaux du XVIIe siècle. C'est accompagné de cet instrument que fut interprété pour la première fois le 24 décembre 1847 le chant du Minuit, chrétiens dont les paroles furent écrites par Placide Cappeau natif de Roquemaure. 